# پانونیاسور
پانونیاسور(نام علمی: Pannoniasaurus) نام یک سرده از تیره موساسوریان است.